# ダブルス
ダブルス（英: doubles）は、スポーツにて1チーム2名で行う試合のこと。通常ダブルスと言う場合は同性でチームを組むことを指し、異性で組む場合は混合ダブルス（ミックスダブルス）という。ビーチバレーはダブルスであるが、それ以外の人数の競技が無いため明示的にダブルスとは言われない。1人対1人で行う種目が有る場合はシングルスと言われる。
ダブルス・混合ダブルスが行われる競技にはテニス、ソフトテニス、卓球、バドミントン、スカッシュなどがある。これらの競技ルールはシングルス（もしくは通常時）と異なる。テニスではシングル用のサイドラインの外側にダブルス用のサイドラインがあり、バドミントンではそれに加えてネットに平行しているロングサービスラインでも内側にシングル用、外側にダブルス用を設けており、競技者数に対応している。一方、卓球では広さを替えないものの、サービス後に味方同士が交互に打たなければならない制限もある。ビーチバレーはダブルスのみである。また、4人対4人であるカーリングでも2人対2人（異性）によりミックスダブルスが行われる。
また、映画の題名としても使われる。

ダブルスの試合風景
テニスのコート
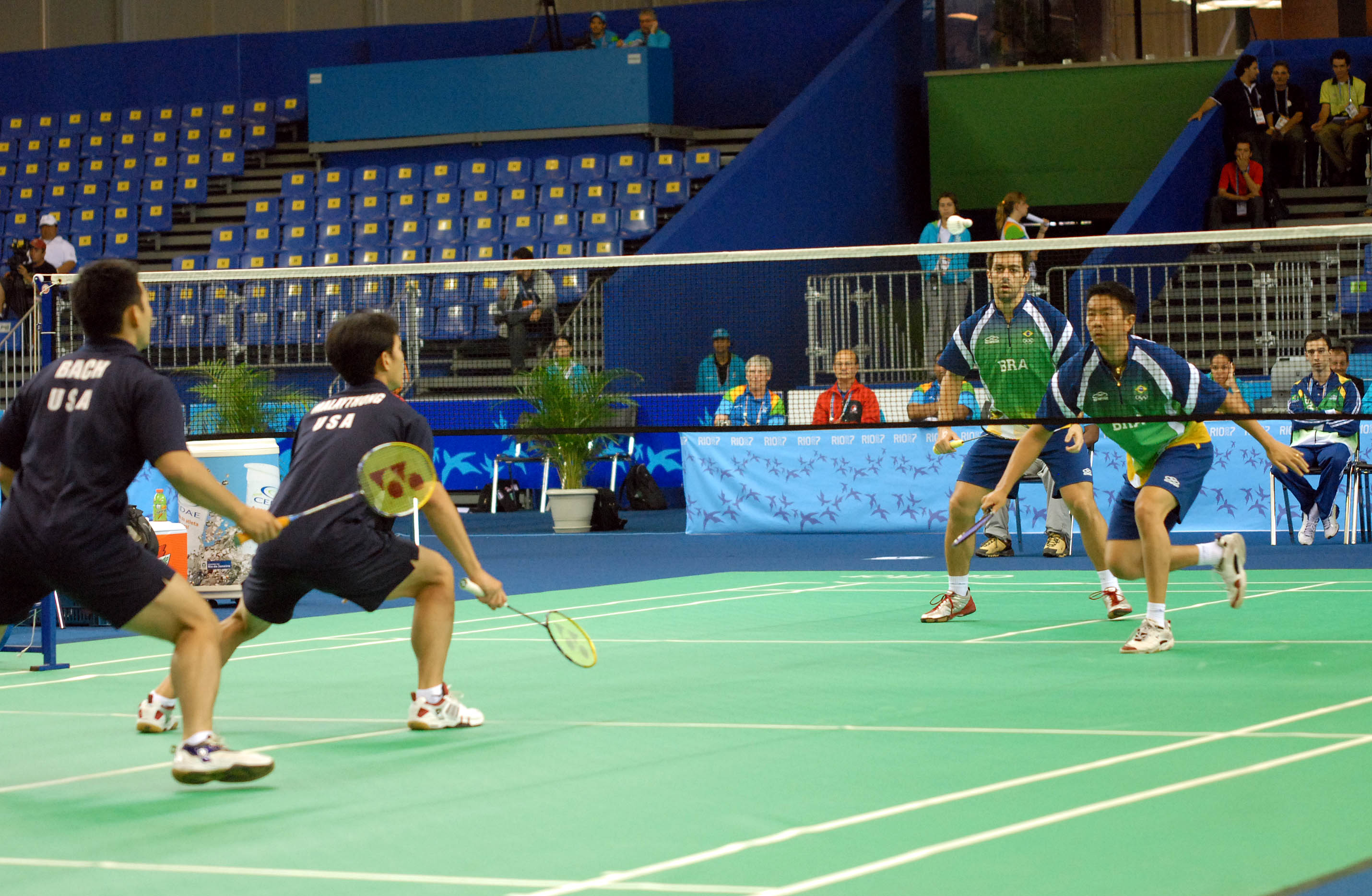
バドミントンのコート

テニスのコート
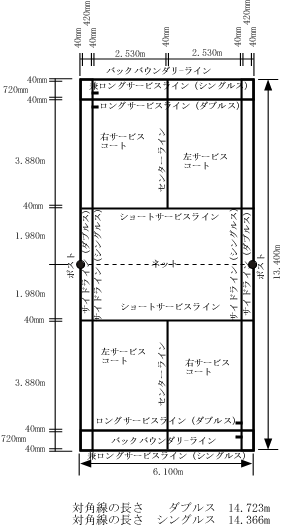
バドミントンのコート
卓球台